# Toni Branca
Antonio »Toni« Branca, švicarski dirkač Formule 1, * 15. september 1916, Sion, Švica, † 10. maj 1985, Sierre, Švica.

## Življenjepis
V svoji karieri je nastopil le na dveh dirkah v sezoni 1950, Veliki nagradi Švice, kjer je zasedel enajsto mesto in Veliki nagradi Belgije, kjer je bil deseti, ter Veliki nagradi Nemčije v sezoni 1951, kjer je odstopil. Umrl je leta 1985.

## Popolni rezultati Formule 1
(legenda) (odebeljene dirke pomenijo najboljši štartni položaj, poševne pa najhitrejši krog, †-uvrščen kljub odstopu)
| Leto | Moštvo                 | Šasija        | Motor               | 1   | 2   | 3   | 4      | 5      | 6       | 7   | 8   | Prv | Toč |
| ---- | ---------------------- | ------------- | ------------------- | --- | --- | --- | ------ | ------ | ------- | --- | --- | --- | --- |
| 1950 | Scuderia Achille Varzi | Maserati 4CLT | Maserati Straight-4 | VB  | MON | 500 | ŠVI 11 |        |         |     |     | -   | 0   |
| 1950 | Antonio Branca         | Maserati 4CLT | Maserati Straight-4 |     |     |     |        | BEL 10 | FRA     | ITA |     | -   | 0   |
| 1951 | Antonio Branca         | Maserati 4CLT | Maserati Straight-4 | ŠVI | 500 | BEL | FRA    | VB     | NEM Ret | ITA | ŠPA | -   | 0   |